# Pfarrkirche Pollham

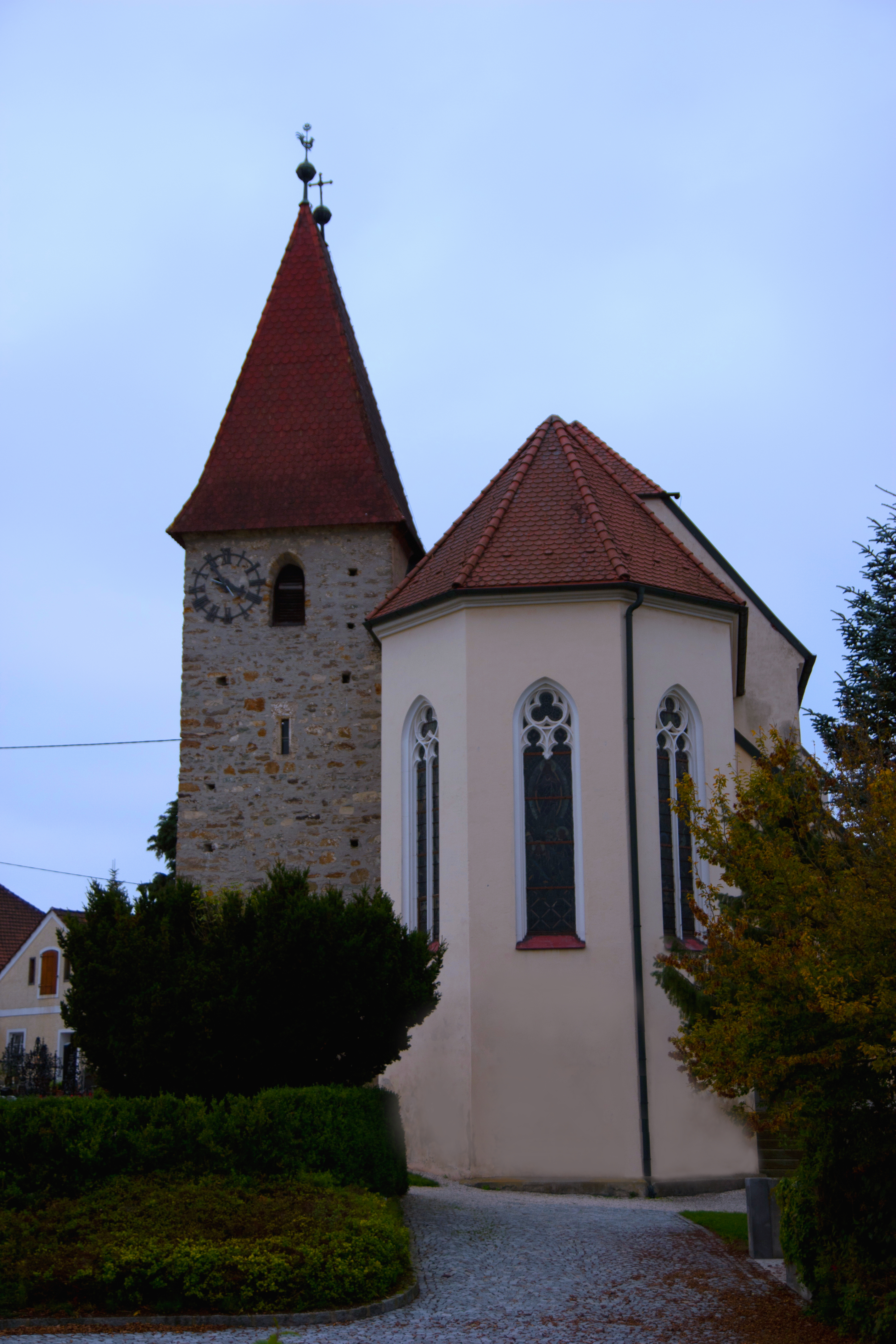
Kath. Pfarrkirche hl. Laurentius in Pollham

Die Pfarrkirche Kallham steht im Ort Pollham in der Gemeinde Pollham in Oberösterreich. Die römisch-katholische Pfarrkirche hl. Laurentius gehört zum Dekanat Kallham in der Diözese Linz. Die Kirche steht unter Denkmalschutz.

## Geschichte
Die um 1110 urkundlich genannte Kirche diente als Hauskapelle der Polheimer, die am Rande des Pollhamerwaldes ihren Stammsitz hatten. Kirche und Pfarre waren lange Zeit dem Kloster St. Nikola in Passau zugeordnet. Um 1509 wurde die Pfarre Pollham aufgelöst und Grieskirchen zugeordnet. Unter Kaiser Joseph II. erlangte Pollham im Jahr 1784 wieder den Status einer eigenständigen Pfarrei.
Im Jahr 1908 wurde die alte gotische Kirche abgerissen und im neugotischen Stil erbaut.

## Architektur
Der spätgotische Turm mit einem Keildach steht im südlichen Chorwinkel und erscheint neben dem Neubau von 1908 ungewöhnlich niedrig.

## Ausstattung
Die Kirchenfenster stellen Szenen aus dem Leben Jesu von der Verkündigung bis zur Grablegung dar und wurden 1908 bis 1917 von der Tiroler Glasmanufaktur künstlerisch gestaltet. Die große Rosette an der Westseite der Kirche wurde gegen Ende des Ersten Weltkrieges der Friedensthematik gewidmet. 
Die spätgotische Figur der Muttergottes ist aus dem Ende des 15. Jahrhunderts.